# Ипсхајм
Ипсхајм (њем. Ipsheim) град је у њемачкој савезној држави Баварска. Једно је од 38 општинских средишта округа Нојштат ан дер Ајш-Бад Виндсхајм. Према процјени из 2010. у граду је живјело 2.123 становника. Посједује регионалну шифру (AGS) 9575135.

## Географски и демографски подаци
Ипсхајм се налази у савезној држави Баварска у округу Нојштат ан дер Ајш-Бад Виндсхајм. Град се налази на надморској висини од 304 метра. Површина општине износи 42,3 km². У самом граду је, према процјени из 2010. године, живјело 2.123 становника. Просјечна густина становништва износи 50 становника/km².